# Georg Buchner (Architekt)
Georg Buchner (* 17. Januar 1890 in München; † 13. Januar 1971; vollständiger Name: Georg Wilhelm Buchner) war ein deutscher Architekt, Baubeamter und Hochschullehrer.

## Leben
Um 1912 studierte Buchner an der Technischen Hochschule München bei Theodor Fischer Architektur und schloss das Studium mit dem akademischen Grad eines Diplom-Ingenieurs ab. Am Ersten Weltkrieg nahm er als Offizier in einer Feldartillerie-Einheit teil. Von 1921 bis 1931 war er in der Bauabteilung der Reichsbahndirektion München tätig und an zahlreichen Eisenbahn-Hochbauten beteiligt. 1931 wurde er als Lehrer bzw. Dozent an die Bayerische Staatsschule für angewandte Kunst in München berufen, wo er 1934 den Titel eines Professors bekam.
Während der nationalsozialistischen Diktatur entwarf Buchner zahlreiche monumentale Kreisforen mit Verwaltungszentrum und Aufmarschplatz (z. B. für Pfaffenhofen an der Ilm, Starnberg oder Ingolstadt), eine Thingstätte an der Theresienwiese (zusammen mit German Bestelmeyer) sowie eine NS-Führerschule in Kranzberg und eine überdimensionierte Gauschulungsburg in Starnberg, die jedoch nicht verwirklicht wurden. Auch die später von Hermann Giesler aufgenommene Verlegung des Münchner Hauptbahnhofes nach Westen taucht bereits 1929 in einem Entwurf von Buchner auf. Andere nationalsozialistische Nutzbauten von Buchner wie die HJ-Heime Berg und Miltenberg sowie zahlreiche Kirchenneubauten wurden ausgeführt. Trotzdem gab Buchner im Spruchkammerverfahren zu seiner Verteidigung an, wegen seiner Zugehörigkeit zur katholischen Kirche von der Erstellung von Parteibauten ausgeschlossen worden zu sein.
Buchner war von 1941 bis 1944 jährlich auf der Großen Deutschen Kunstausstellung in München vertreten. Während des Zweiten Weltkriegs befand der sich mit der Wehrmacht an den Kriegsschauplätzen u. a. in Frankreich, Belgien, in der Sowjetunion und in Griechenland, wobei er eine Anzahl von Bildern malte, z. B. Gefangene Engländer in Pecqu und Smolensk, Kathedrale mit Ruinen (1942 erworben vom Nazi-Führer Arthur Greiser).
Nach Kriegsende war Buchner zunächst im Gespräch für die Planung eines Denkmals für die KZ-Opfer in Dachau, das schon im Sommer 1945 errichtet werden sollte. Als dann aber die nationalsozialistische Vergangenheit des Architekten ans Licht kam, rückte die US-amerikanische Militärregierung schnell von diesem Plan ab.

## Bauten und Entwürfe (Auswahl)

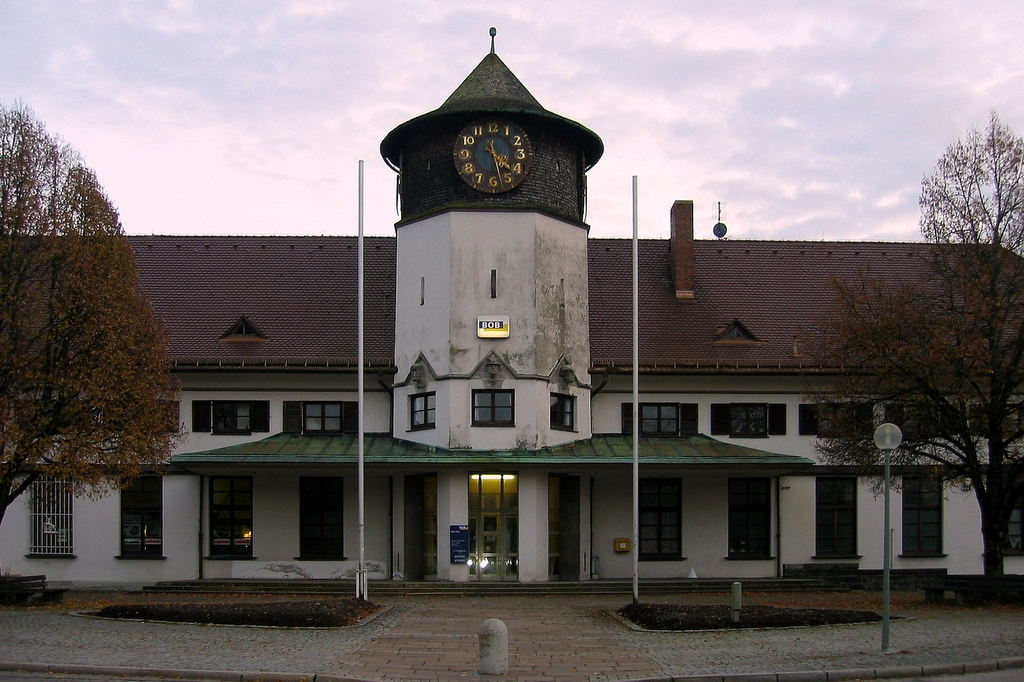
Bahnhof Bad Tölz

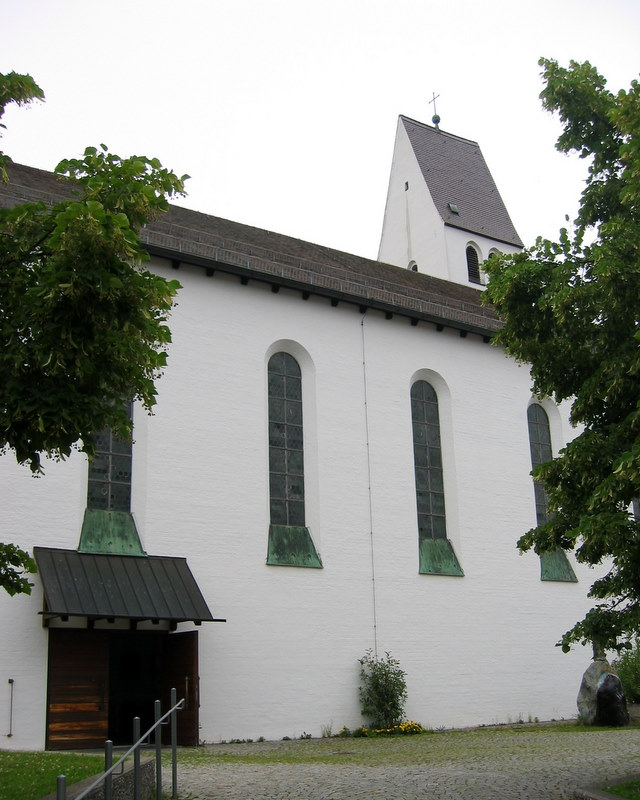
St. Benedikt in Gauting

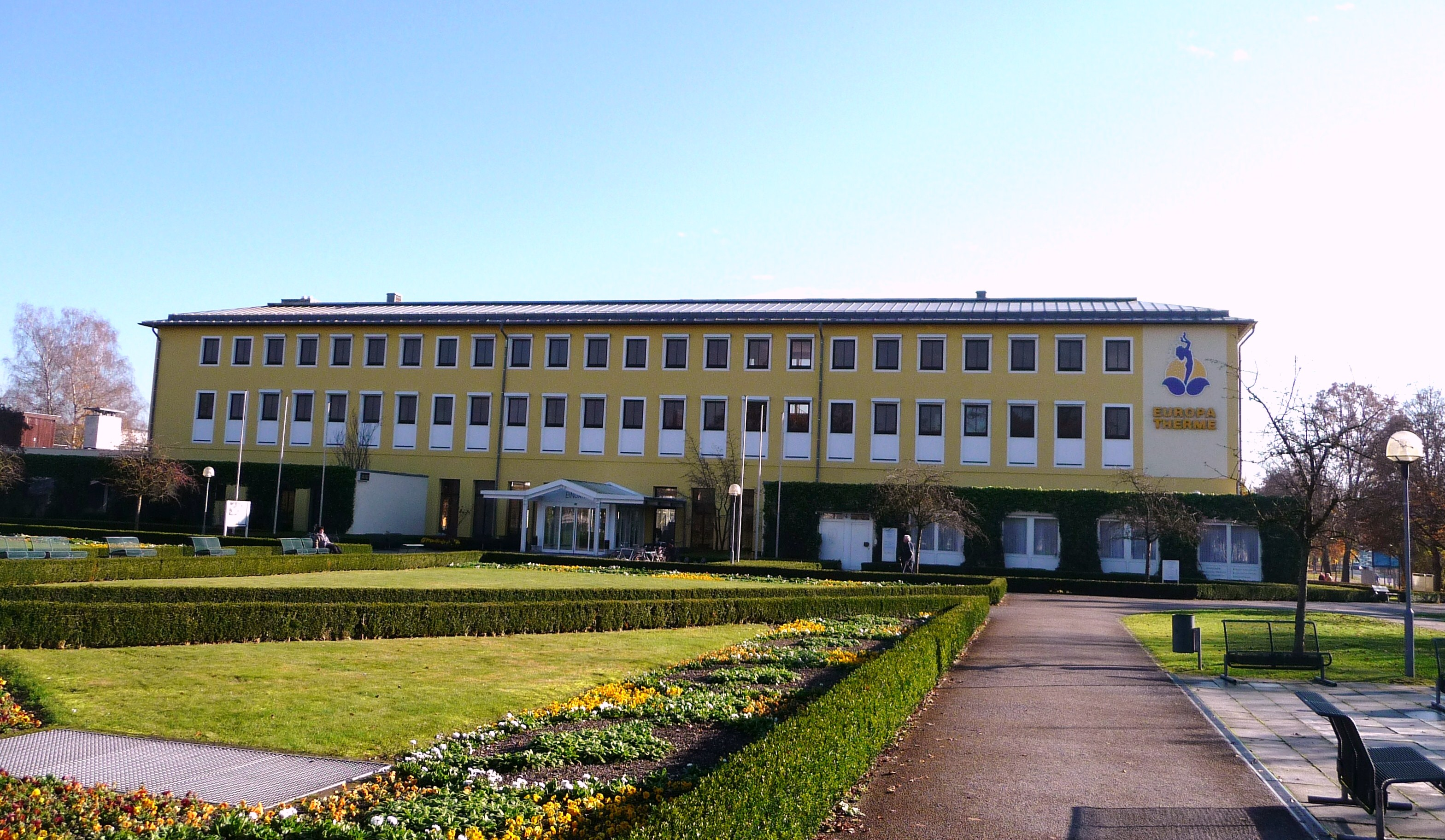
Thermalbad in Bad Füssing

- 1923–1924: Bahnhof und Betriebsgebäude in Bad Tölz
- 1923–1924: Katholische Pfarrkirche Leiden Christi in Obermenzing bei München
- 1923–1924: Bahnhofsgebäude in Lenggries
- 1926–1928?: Entwurf für eine katholische Pfarrkirche in Oberschleißheim bei München
- 1926–1929: Kinderheim in Westerham
- 1929–1930: Postamt an der Fraunhoferstraße in München
- 1930–1931: Postamt in München-Moosach
- 1932–1933: Katholische Kirche St. Albert in München-Freimann
- 1932–1933: Katholische Kirche St. Mariä Sieben Schmerzen in Unterschönau
- 1932–1934: Katholische Pfarrkirche St. Mariä Himmelfahrt in Treuchtlingen
- 1933–1934: Katholische Herz-Jesu-Kirche und Pfarrhaus in Gräfelfing
- 1934: Bürgerspital in Hammelburg
- 1934–1935: Katholische Pfarrkirche St. Benedikt in Gauting (zusammen mit Karl Kergl)
- 1934–1935: Bezirksklinikum in Hammelburg
- 1934–1935: Rathaus in Dachau
- 1935: Kohlenbergkapelle in Fuchsstadt
- 1936: Rathaus in Hammelburg
- 1936: Bauten der Brauerei „Felsenkeller“ in Hammelburg
- 1936–1937: Bezirkssparkasse in Hammelburg
- 1938: Sparkasse in Bad Kissingen
- 1939: Sparkasse in Eggenfelden
- 1954–1955: Thermalbad in Bad Füssing
- 1955: Katholische Pfarrkirche St. Johann Baptist in Lochham (Neubau unter Einbeziehung der alten Kirche als Querbau)
- 1955–1956: Katholische Pfarrkirche Heilig Geist (Pullach im Isartal)
- 1960–1961: Kurhausbauten in Bad Wiessee